# Воеводский, Михаил Вацлавович
Михаил Вацлавович Воево́дский (29 августа [11 сентября] 1903, Смоленск — 23 октября 1948, Москва) — советский учёный-антрополог и археолог, впервые в СССР начал раскопки памятников каменного века большими площадями и с опорой на естественно-научные методы.

## Биография
Михаил Воеводский родился в 1903 году в Смоленске в дворянской семье. Детство провёл в Средней Азии. В 1923—1927 годах учился на кафедре антропологии физико-математического факультета МГУ у профессора Б. С. Жукова. С 1923 года параллельно работал препаратором в Институте и Музее антропологии МГУ. С 1933 года — заместитель директора Музея антропологии МГУ. В 1927—1930 годах — аспирант, в 1931—1948 годах — старший научный сотрудник НИИ антропологии МГУ. С 1931 года преподавал в МГУ (с 1937 года доцент). В 1935 году получил степень кандидата исторических наук без защиты диссертации. В 1939 году он начинает трудиться на кафедре археологии.
Жил в Москве на улице Мархлевского. Умер 23 октября 1948 года. Урна с прахом в колумбарии Донского кладбища.

## Научная деятельность
Принимал участие в ряде археологических экспедиций по Центральной России, Поволжью и Средней Азии. Исследовал палеолитические стоянки Тимоновскую, Авдеево, Песочный Ров, Пушкари и другие. Благодаря исследованиям Воеводского на территории Русской равнины были выделены балахнинская культура, культура сетчатой керамики, юхновская культура. Разработал методику «больших площадей», ныне широко применяемую в археологии каменного века. Активно использовал естественнонаучные данные. Среди его учеников — археологи М. Д. Гвоздовер, И. Г. Розенфельдт, А. А. Формозов.
В 1926—1927 годах Михаил Вацлавович участвовал в деятельности комплексной экспедиции Московского университета, в археологических работах на территории Подмосковья, под Нижним Новгородом, в Татарской и Марийской республиках, а в 1927—1928 годах исследовал бассейны рек Балахна, Ветлуга, Унжа и других.
В 1927 году Воеводский обнаружил неизвестный памятник эпохи палеолита у деревни Тимоновка, в 1928 году он начал там раскопки.
В 1928 году он отправился в экспедицию в Киргизию и Туркмению.
В 1933 году Михаил Вацлавович возглавил камеральную лабораторию Государственной Академии истории материальной культуры.
В 1935 году в связи с запланированным строительством Калужской гидроэлектростанции М. В. Воеводский возглавляет Окскую экспедицию, в работе которой принимают участие выдающиеся исследователи М. М. Герасимов и П. Н. Третьяков.
В 1936 году Михаил Вацлавович создал мощный коллектив выдающихся ученых.
С 1936 по 1940 и с 1945 по 1948 годы работала Деснинская археологическая экспедиция. В организации Деснинской экспедиции принимали участие крупнейшие научные организации страны, а также целый ряд региональных музеев. В первый год экспедиции были открыты ряд новых объектов эпохи палеолита: Крейдяный ров, Ложок, Попова Руза.

### Основные сочинения
- Тимоновская палеолитическая стоянка // РАЖ. — 1929. — Т. 18, № 1—2. — С. 59—70.
- Les moyens méthodiques pour l'étude de la céramique (фр.) // Eurasia Septentrionalis Antiqua. — Helsinki, 1929. — Nid. IV. — S. 82—89.
- К истории гончарной техники народов СССР // Этнография. — 1930. — № 4. — С. 55—70.
- К вопросу о ранней (свидерской) стадии эпипалеолита на территории Восточной Европы // Труды Международной конференции Ассоциации по изучению четвертичного периода Европы. — Вып. V. — Л.—М.—Н., 1934. — С. 230—245.
- Стоянки Балахнинской низины (совместно с О. Н. Бадером) // Из истории родового строя на территории СССР (Известия ГАИМК. Вып. 106). — Л., 1935. — С. 298—346.
- Участок по р. Шексне (совместно с А. В. Збруевой) // Археологические работы Академии на новостройках в 1932—33 гг. — Т. I. (Известия ГАИМК. Вып. 109). — М.—Л., 1935. — С. 120—135.
- К изучению гончарной техники первобытно-коммунистического общества на территории лесной зоны Европейской части РСФСР // Советская археология. — Т. I. — Л., 1936. — С. 51—77.
- Глиняная посуда Москвы XVI—XVIII вв. по материалам, собранным при работах Метростроя // По трассе первой очереди Московского метрополитена имени Л. М. Кагановича. — М., 1936. — С. 168—171.
- Результаты работ Окской экспедиции 1936 г. // Антропологический журнал. — 1937. — № 2. — С. 111—114.
- О методах вредительства в археологии и этнографии (совместно с А. Арциховским, С. Киселевым, С. Толстовым) // Историк-марксист. — 1937. — № 2 (60). — С. 78—91.
- Остатки торфяного поселения лужицкой культуры в Польше // ВДИ. — 1938. — № 2 (3). — С. 224—236.
- A summary Report of a Khwarizm Expedition (англ.) // Bulletin of the American Institute for Iranian Art and Archaeology. — 1938. — Vol. 5, no. 3. — P. 235—244.
- У-суньские могильники на территории Киргизской ССР (совместно с М. П. Грязновым) // ВДИ. — 1938. — № 3 (4). — С. 162—179.
- Важнейшие открытия советской археологии в 1938 г. // ВДИ. — 1939. — № 1 (6). — С. 248—252.
- Результаты работ Деснинской экспедиции по изучению палеолита (1936 и 1937 гг.) // БКИЧП. — № 6-7. — М.—Л., 1940. — С. 54—57.
- Обзор полевых археологических исследований в 1939 г. // ВДИ. — 1940. — № 2 (11). — С. 178—191.
- Работы Деснинской экспедиции в 1939 г. // КСИИМК. — Вып. IV. — М.—Л., 1940. — С. 34—36.
- Долина р. Оки (совместно с М. М. Герасимовым и П. Н. Третьяковым) // Археологические исследования в РСФСР 1934—1936 гг. — М.—Л., 1941. — С. 40—53.
- Деснинская археологическая экспедиция 1940 г. // КСИИМК. — Вып. XIII. — М.—Л., 1946. — С. 89—94.
- Кремневые изделия из сборов Орловского отряда Деснинской экспедиции // БКИЧП. — № 9. — М.—Л., 1947. — С. 81—83.
- Ранний палеолит Русской равнины // Учёные записки МГУ. — Вып. 115. — М., 1948. — С. 127—168.
- Важнейшие итоги Деснинской экспедиции 1946 г. // КСИИМК. — Вып. XX. — М.—Л., 1948. — С. 36—44.
- Результаты работ Деснинской экспедиции // КСИИМК. — Вып. XXI. — М.—Л., 1948. — С. 45—46.
- К методике раскопок открытых палеолитических стоянок // Доклады и сообщения исторического факультета МГУ. — Вып. 7. — М., 1948. — С. 82—86.
- Новая палеолитическая стоянка на р. Сейм // БКИЧП. — № 14. — М.—Л., 1949. — С. 132—137.
- Городища верхней Десны // КСИИМК. — Вып. XXIV. — М.—Л., 1949. — С. 67—77.
- Памятники каменного века на Десне // КСИИМК. — Вып. XXVI. — М.—Л., 1949. — С. 22—25.
- Городища Десни (Дослідження Деснянської експедиції 1945—1946 рр.) (укр.) // Археологічні пам’ятки УРСР. — Київ, 1949. — Т. I. — С. 105—111. Архивировано 27 апреля 2023 года.
- Мезолитические культуры Восточной Европы // КСИИМК. — Вып. XXXI. — М.—Л., 1950. — С. 97—120.
- Краткая характеристика керамики городищ Ветлуги и Унжи // Материалы и исследования по археологии Урала и Приуралья. — Т. III. — М., 1951. — С. 159—180.